# 1235年
| 千纪： | 2千纪 |
| 世纪： | 12世纪 \| 13世纪 \| 14世纪                                                                                 |
| 年代： | 1200年代 \| 1210年代 \| 1220年代 \| 1230年代 \| 1240年代 \| 1250年代 \| 1260年代                           |
| 年份： | 1230年 \| 1231年 \| 1232年 \| 1233年 \| 1234年 \| 1235年 \| 1236年 \| 1237年 \| 1238年 \| 1239年 \| 1240年 |
| 纪年： | 乙未年（羊年）；南宋端平二年；大理仁壽九年；越南天應政平四年；日本文曆二年，嘉禎元年                       |

## 大事记
- 窩闊台決定在和林建都城，部署蒙古第二次西征，因由各族宗王長子或長孫（朮赤次子拔都、窩闊台長子貴由、拖雷長子蒙哥、察合台長孫不里等）率兵西征，故稱「長子西征」（至1242年）。
- 窩闊台以南宋背盟為由，遣皇子闊端和曲出派軍兩路出師攻宋，宋蒙戰爭全面爆發。
- 蒙古帝國皇子闊端向沔州進軍，與南宋爆發沔州之戰，宋軍潰敗。隨後蒙古轉攻雞冠隘，受宋軍兩面夾擊而大敗，退出宋境，南宋收復仙人關（今甘肅省徽縣東南）。
- 閏七月，蒙古第三次入侵高麗。
- 西非馬利帝國建立。
- 奈斯爾王朝軍攻陷格拉納達。
- 伊凡一世成為莫斯科大公，俄羅斯東正教都主教座從弗拉基米爾遷至莫斯科。